# Ennomos clara
Ennomos clara är en fjärilsart som beskrevs av Edward Alfred Cockayne 1952. Ennomos clara ingår i släktet Ennomos och familjen mätare. Inga underarter finns listade i Catalogue of Life.